# Kościół św. Andrzeja Boboli w Białkowie
Kościół pw. św. Andrzeja Boboli w Białkowie – zabytkowy rzymskokatolicki kościół parafialny w Białkowie, w powiecie słubickim, w województwie lubuskim.